# Liste de jeux vidéo SOS Fantômes
La liste de jeux vidéo SOS Fantômes répertorie les jeux vidéo basés sur la franchise SOS Fantômes et ses diverses déclinaisons.

## Liste de jeux
- Ghostbusters (Amstrad CPC, Apple II, Atari 2600, Atari 8-bit, Commodore 64, MSX,DOS, Master System, ZX Spectrum, NES, 1984)

Jeu d'action édité par Activision
- The Real Ghostbusters (Borne d'arcade, Amiga, Amstrad CPC, Atari ST, Commodore 64, ZX Spectrum, 1987)

Run and gun développé par Data East
- Ghostbusters II (Amiga, Atari ST, Commodore 64, MSX, Amstrad CPC, ZX Spectrum, NES, Game Boy, 1989)

Jeu d'action développé par Foursfield et édité par Activision
- New Ghostbusters II (NES 1990)

Jeu d'action développé par HAL-Laboratory
- Ghostbusters (Mega Drive, 1990)

Jeu d'action développé par Sega et édité par Compile
- Extreme Ghostbusters (Game Boy, 2001)

de Light And Shadow Production
- Extreme Ghostbusters: Code Ecto-1 (Game Boy Advance, 2002)

Action/Plates-formes de Light And Shadow Production
- SOS Fantômes, le jeu vidéo (Ghostbusters: The Video Game) (PlayStation 2, PlayStation 3, Xbox 360, Wii, PC et DS, 2009).

Développé par Terminal Reality et Red Fly Studios, édité par Atari.
- Ghostbusters (téléphone mobile, 2009).

Développé par Most Wanted Entertainment, édité par Vivendi Games Mobile.
- Ghostbusters: Sanctum of Slime (2011)
- Ghostbusters (2016)

Certains personnages et éléments de la franchise sont jouables dans le jeu Lego Dimensions (2015).